# Študentski svet Univerze v Ljubljani
Študentski svet Univerze v Ljubljani (kratica: ŠS UL) je najvišji in edini študentski predstavniški organ v strukturi Univerze v Ljubljani in eden od treh organov upravljanje slednje univerze (druga dva sta Senat in Upravni odbor); sestavljen je iz predstavnikov študentskih svetov posameznih članic univerze. ŠS UL deluje tudi v okviru Nacionalne koordinacije študentskih svetov Slovenije.
Aktualni (2020/21) predsednik ŠS UL je Grega Rudolf, študent Fakultete za upravo. Podpredsednika sta Tanja Kobal, ki prihaja z Biotehniške fakultete in Nejc Donaval iz Fakultete za šport. Tajnik ŠS UL je Gorazd Levičnik z Zdravstvene fakultete.

## Naloge
V 33. členu Statuta UL je študentski svet opredeljen kot organ univerze, nato pa so členi 65-68 namensko namenjeni študentskemu svetu:
* 65. člen: Študentski svet univerze je organ študentov univerze. Študentski svet sestavljajo predsedniki študentskih svetov članic univerze, če ima članica več kot tisoč študentov, pa tudi podpredsednik študentskega sveta članice.
- 66. člen: Člani študentskega sveta na svoji prvi seji izmed sebe izvolijo predsednika in dva podpredsednika. Študentski svet lahko ob izvolitvi predsednika in podpredsednikov izvoli tudi njihove namestnike.
- 67. člen: Študentski svet obravnava in daje pristojnim organom univerze mnenje o statutu univerze in o vseh zadevah, ki se nanašajo na pravice in dolžnosti študentov. Študentski svet univerze oblikuje mnenje o kandidatih za rektorja univerze in voli člane organov univerze in predlaga kandidate za njihova delovna telesa iz vrst študentov.
- 68. člen: Študentski svet univerze deluje na sejah, ki jih sklicuje predsednik sveta. Študentski svet je sklepčen, če je navzoča večina članov. Sklep je sprejet, če zanj glasuje večina navzočih članov. O sejah se piše zapisnik, ki ga podpiše predsednik.